# Michaił Mamiaszwili
Michaił Gierazijewicz Mamiaszwili (ros. Михаил Геразиевич Мамиашвили; 21 listopada 1963 w Konotopie) – radziecki zapaśnik w stylu klasycznym gruzińskiego pochodzenia. Złoty medalista z Igrzysk w Seulu 1988 w kategorii 82 kg.
Pięciokrotny medalista Mistrzostw Świata (złoty - 1983,1985 i 1986) i  Mistrzostw Europy (złoty - 1986,1988 i 1989). Pierwszy w Pucharze Świata w 1985 roku.
Czterokrotny mistrz ZSRR (1983, 1984, 1987, 1988).
Od 2001 prezydent rosyjskiej federacji zapasów i wiceprezydent rosyjskiego komitetu olimpijskiego. W 2008 roku zaliczony do Galerii Sławy FILA.